# Hszin-hszü
A Hszin-hszü (Xinxu) (szó szerint: „Új összeállítás”), a Nyugati Han-dinasztia idején élt tudós, Liu Hsziang (i. e. 77 – i. e. 6) által összeállított mű, amellyel i. e. 24-25 körül készült el. A mű konfuciánus szellemben megfogalmazott, moralizáló történetek, anekdoták gyűjteménye, amelyet Liu Hsziang (Liu Xiang) másik művéhez, a Suo jüan (Shuo yuan)hoz szoktak hasonlítani és párba állítani.

## Külső hivatkozás
- 《新序 - Xin Xu》 Chinese Text Project